# Павић Отовић
Павић (Јована) Отовић (Орахово, 15. фебруар 1887 — Васиљевац,1944) био је српски ратник и извиђач. Носилац је Карађорђеве звезде са мачевима.

## Биографија
Рођен је 15. фебруара 1887. године у Орахову, срез подгорички. Павић је био мали кад су се доселили у Васиљевац, срез косанички. Познато је за какве заслуге је одликован. На Солунском фронту био је каплар у 2. чети 2. батаљона поручника Милачића. Павић је био сталани извиђач, који се вешто ноћу пробијао кроз бугарске редове и положаје, извиђајући њихову позадину и распоред снага и резерви. Давао је драгоцене обавештајне податке. Приликом једног таквог извиђања, у дубокој позадини бугарских положаја извео је малу диверзију запаливши већи број стогова сена, што је изазвало забуну у бугарским редовима, па и привремено повлачење са предњих положаја. За овај подвиг, Отовић је био одликован Сребрним војничким орденом КЗ са мачевима. Поред КЗ, носилац је албанске споменице, споменице за ослобођено Косово (медаља Освећено Косово 1912), ордена Светог Саве и других који су се на жалост изгубили.
За заслуге у ратовима добио је имање у Шајковцу код Подујева, где је живео са својом породицом. Погинуо је несрећним случајем 1944. у Васиљевцу.